# Colysis pedunculata
Colysis pedunculata là một loài thực vật có mạch trong họ Polypodiaceae. Loài này được (Hook. & Grev.) Ching miêu tả khoa học đầu tiên năm 1933.